# ديلا وودز
ديلا وودز (بالإنجليزية: Della Woods)‏ هي سائقة سيارة سباق ومهندسة أمريكية، ولدت في 1940 في ليك أوريون في الولايات المتحدة.